# La gata borracha
La gata borracha es una película venezolana del director Román Chalbaud y guion de Salvador Garmendia, estrenada en 1983.

## Sinopsis
Víctor (interpretado por Miguel Ángel Landa) es un empleado bancario de clase media que, aburrido de su matrimonio, busca refugio en Rosario (Alba Roversi), una joven prostituta recién llegada de Maracaibo a Caracas. Su esposa (América Alonso) descubre la relación, y sus celos aceleran la destrucción del matrimonio. Obsesionado con Rosario, Víctor se ve envuelto en una espiral de eventos que lo llevan a cometer un crimen.

## Reparto
- Miguel Ángel Landa como Víctor
- América Alonso como la esposa de Víctor
- Alba Roversi como Rosario
- Bárbara Teyde
- Agustín Irusta
- Aura Rivas
- Daniel Alvarado
- Margot Pareja
- Yolanda Méndez
- Mauricio González
- Romeo Costea
- Juan Frankis
- Carmelo Fernández

## Temáticas y análisis
Román Chalbaud, conocido por retratar la realidad social venezolana, utiliza en esta película el bar como un espacio simbólico que refleja la decadencia y corrupción de la sociedad. Este recurso es recurrente en su filmografía, por ejemplo en Sagrado y obsceno (1976), La quema de Judas (1974), El pez que fuma (1977), donde los bares, los prostíbulos o las pensiones de mala muerte sirven como microcosmos de la sociedad venezolana. La figura de Rosario puede interpretarse como una representación de la Venezuela prostituida por la corrupción, mientras que Víctor simboliza al ciudadano común atrapado en una espiral de desesperación y decisiones erróneas.

## Recepción
Aunque La gata borracha no fue un éxito de taquilla, ha sido objeto de análisis por su representación de las problemáticas sociales y la utilización de espacios simbólicos en la narrativa cinematográfica de Chalbaud.

## Producción
La película fue producida por Gente de Cine C.A. y contó con la dirección de fotografía de Arthur Albert y el montaje de Eddy León y José Alcalde. Contó con la orquesta Billo's Caracas Boys con voces de Mirtha Pérez, Nelson Ned y Agustín Irusta para la musicalización.